# Anfo
Anfo – miejscowość i gmina we Włoszech, w regionie Lombardia, w prowincji Brescia. Leży na zachodnim wybrzeżu jeziora Idro, graniczy z Bagolino i Collio.
Urodziła się tutaj Irena Stefani, włoska pielęgniarka, zakonnica profeska z Instytutu Sióstr Misjonarek Matki Bożej Pocieszycielki, błogosławiona Kościoła katolickiego.